# Soyouz TMA-01M
Soyouz TMA-01M désigne une mission du vaisseau spatial russe Soyouz vers la Station spatiale internationale (code ISS AF-22S). C'est le 22e vol d'un vaisseau Soyouz vers la station spatiale et le 107e vol d'un vaisseau Soyouz.
Soyouz TMA-01M est le premier de son type à disposer d'un système de pilotage numérique, ce qui lui permet d'être piloté par un seul astronaute. La validation du nouveau système de pilotage a été effectuée en novembre 2008 avec le cargo spatial  Progress M-01M.

## Équipage

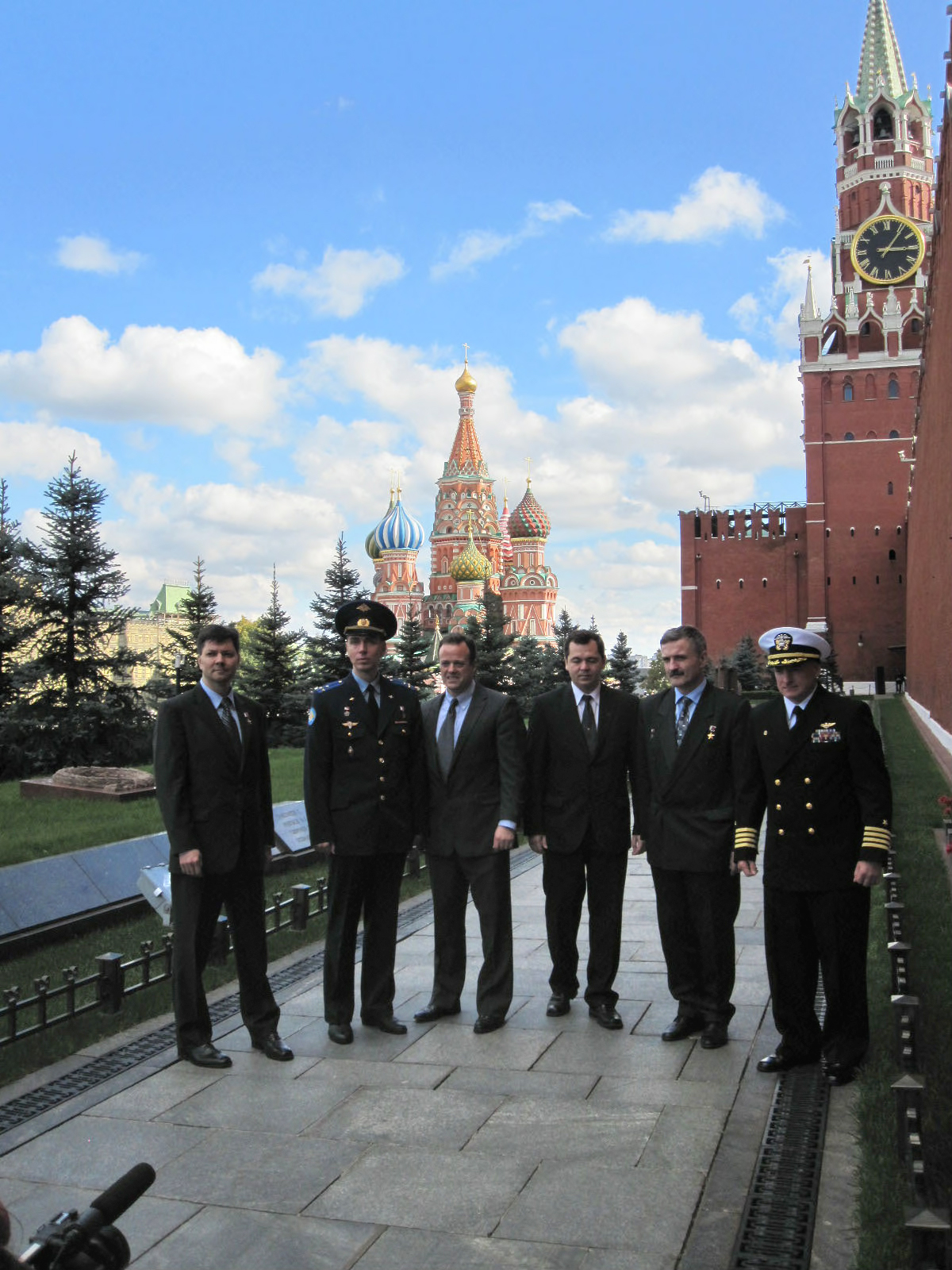
Les équipages principal et de secours du Soyouz TMA-01M pendant leur tour de cérémonie de la Place Rouge le 17 septembre 2010.

- Alexandre Kaleri (5), commandant  Russie
- Scott J. Kelly (3), ingénieur  États-Unis
- Oleg Skripochka (1), ingénieur  Russie

Le chiffre entre parenthèses indique le nombre de vols spatiaux effectués par l'astronaute, Soyouz TMA-01M inclus.

### Équipage de remplacement
- Sergey Volkov, commandant  Russie
- Ronald Garan, ingénieur  États-Unis
- Oleg Kononenko, ingénieur  Russie

## Description de la mission
Cette mission amène à la station spatiale 3 membres de l'équipage permanent de l'expédition 25

## Galerie

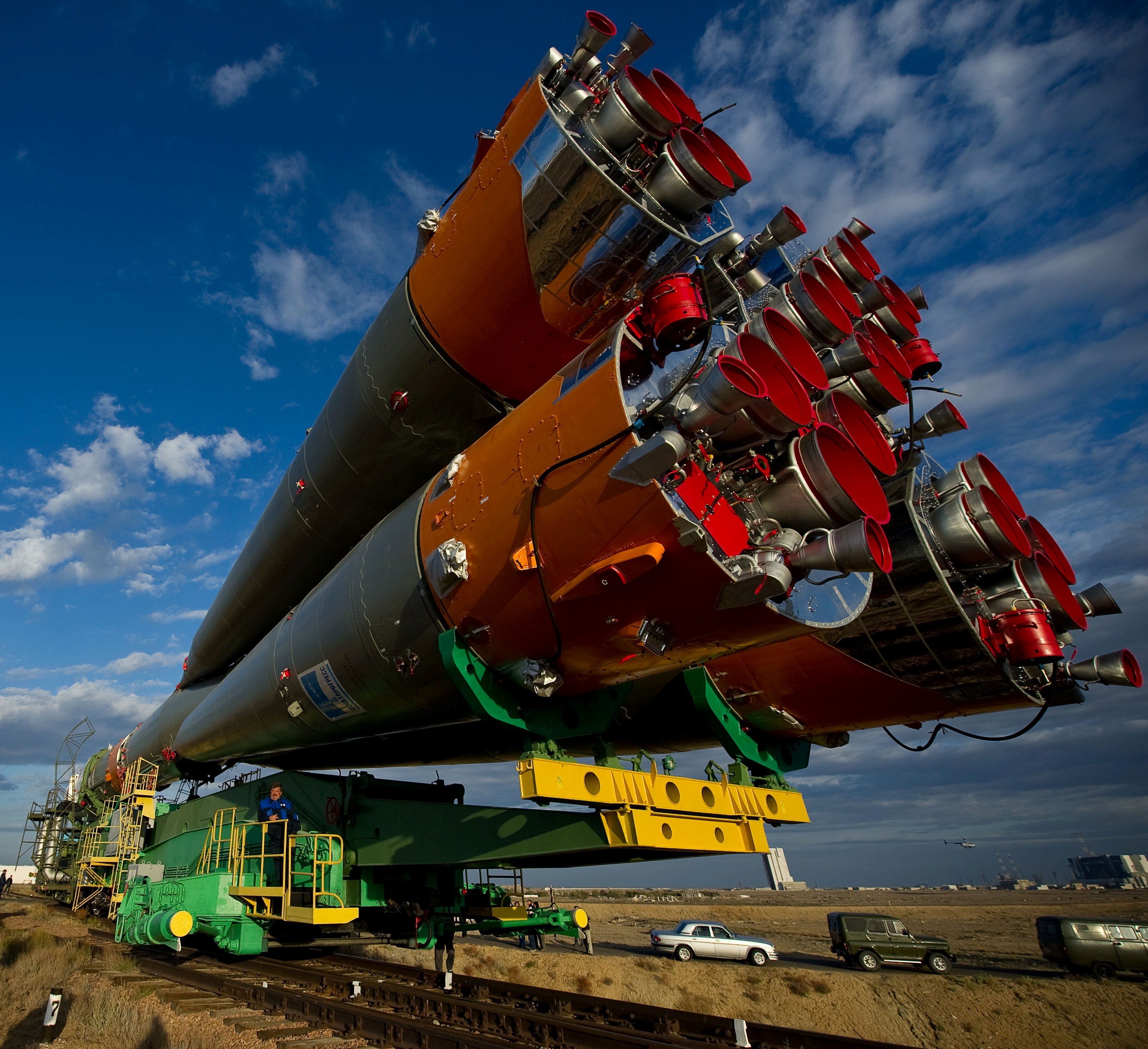
Transport de Soyouz ТМА-01M vers le pas de tir.
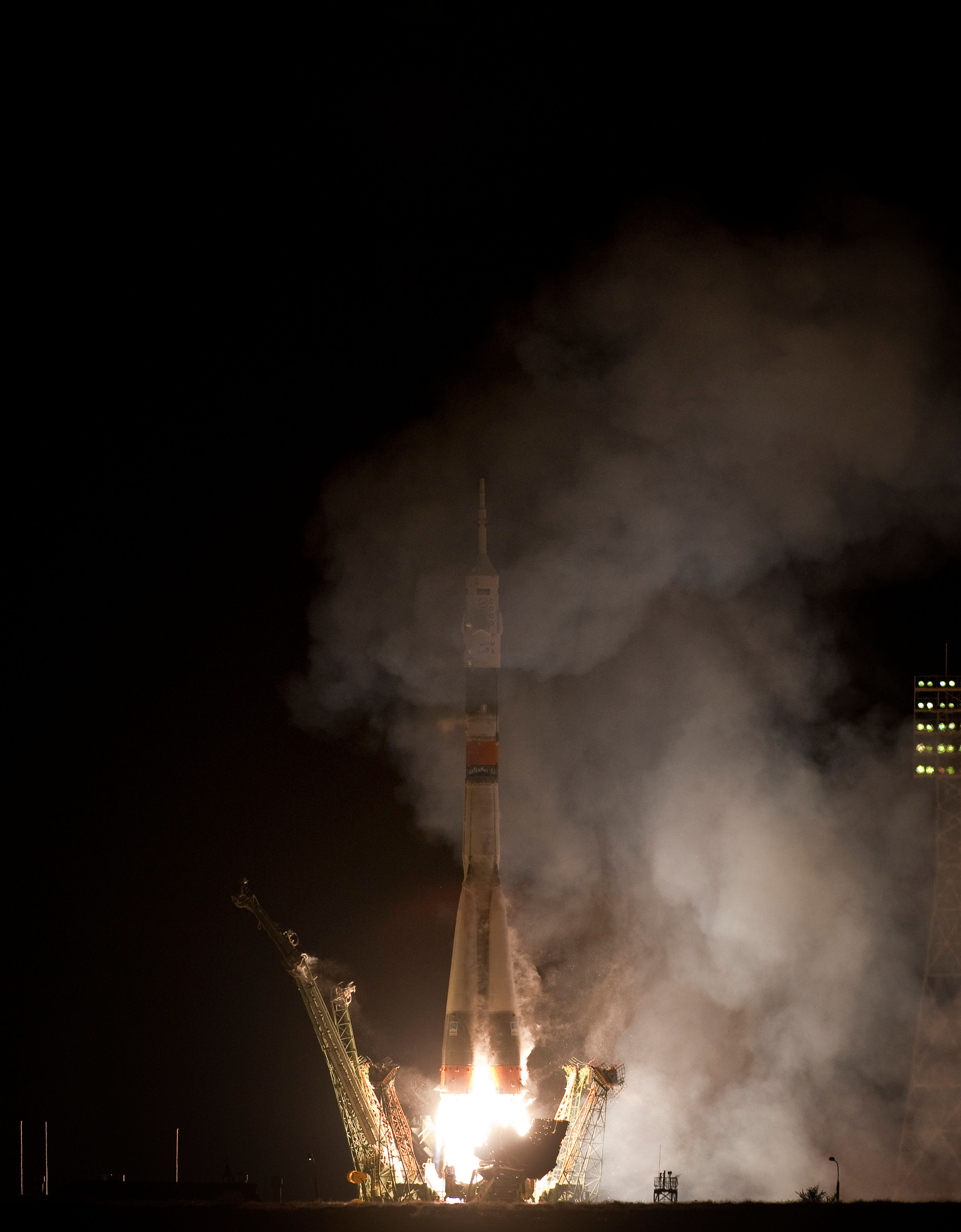
Décollage de Soyouz TMA-01M.
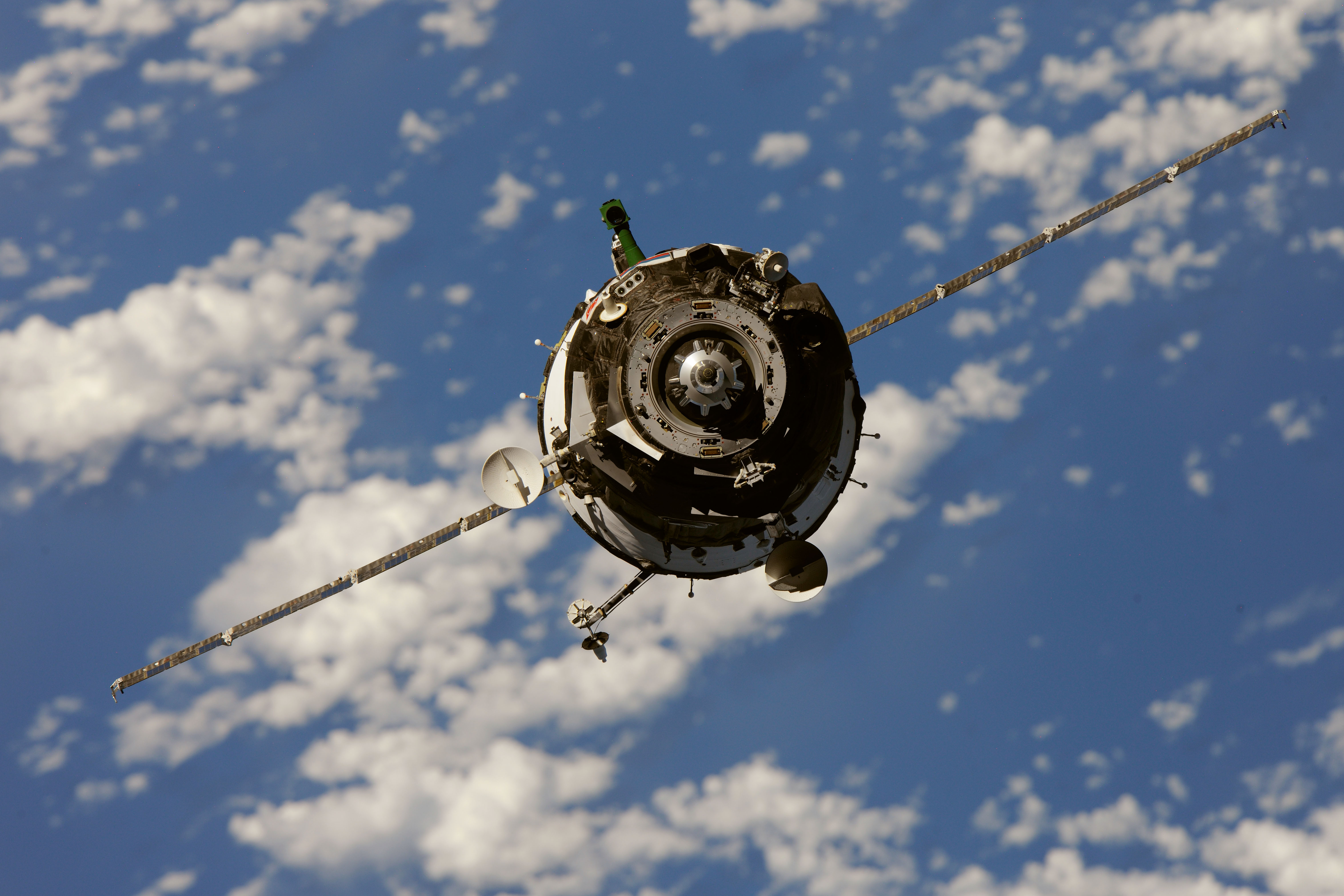
TMA-01M à l'approche de l'ISS.
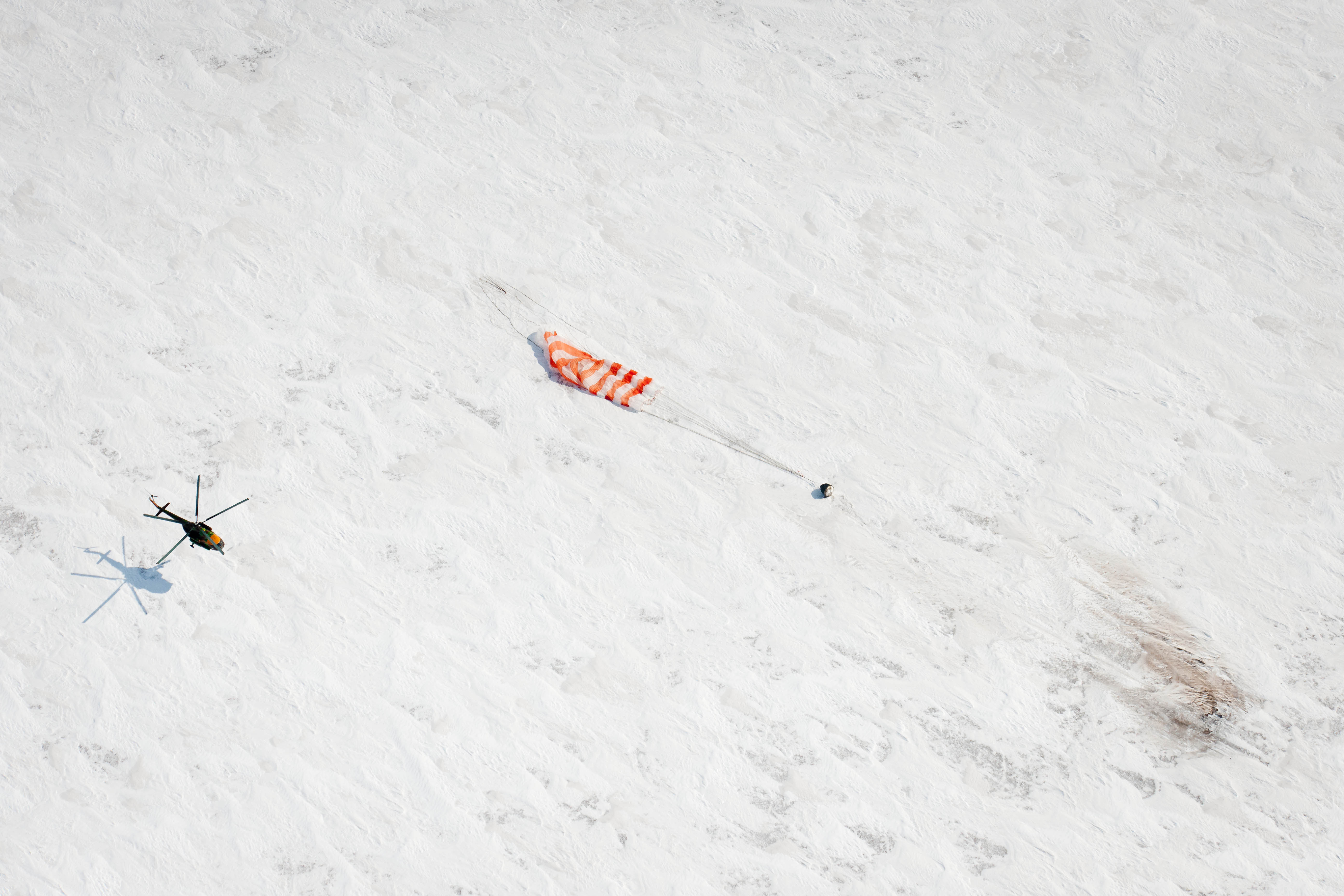
Atterrissage de Soyouz TMA-01M.
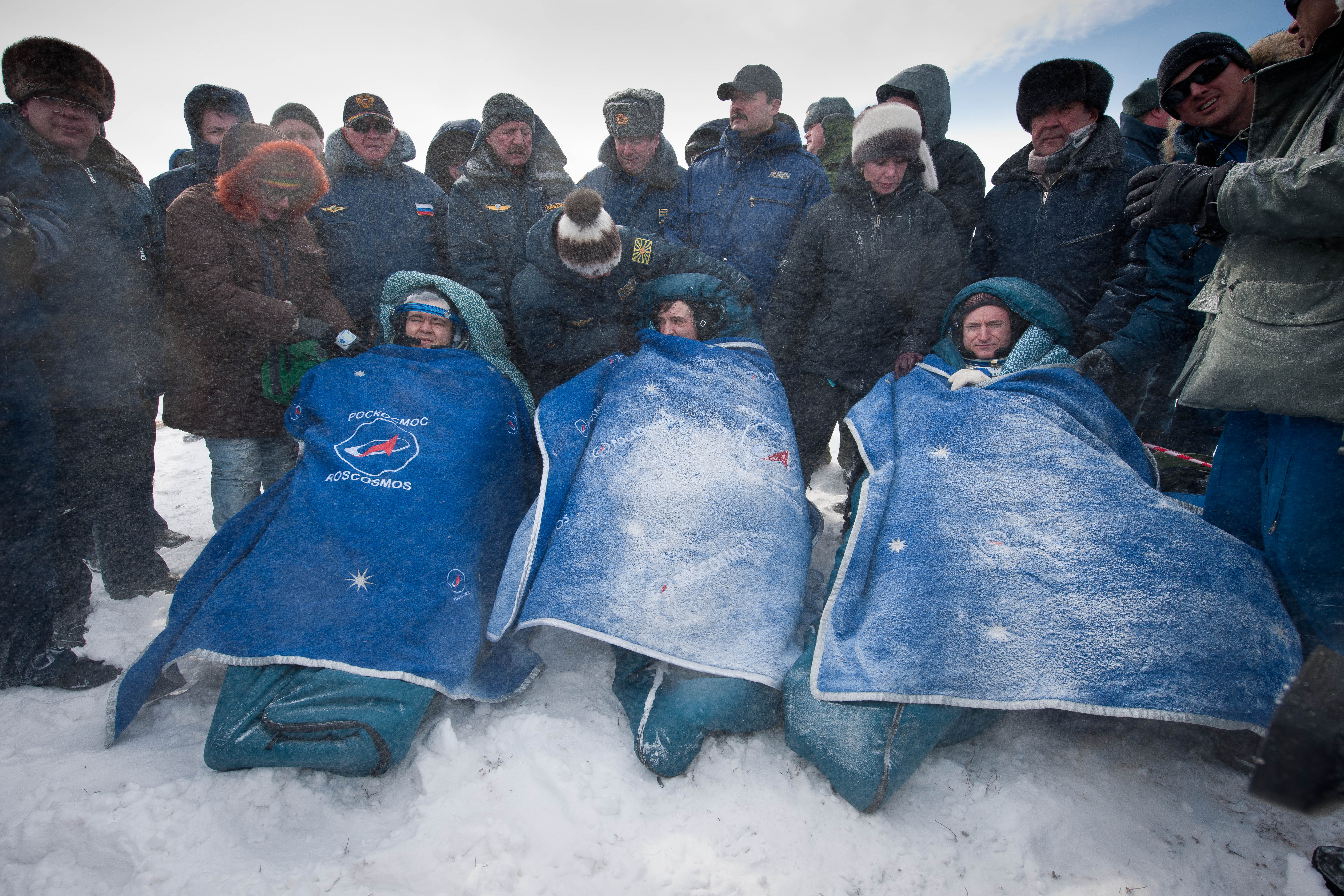
Kaleri, Skripochka et Kelly assis sur des chaises après leur atterrissage.